# 가나마치역
가나마치역(일본어: 金町駅)은 일본 도쿄도 가쓰시카구에 있는 동일본 여객철도의 철도역이다. 소부 본선 화물선도 연결되어 있다.

## 역 구조
섬식 승강장 1면 2선 형태로, 성토 위에 세워진 고가역이다.

### 승강장
| 1 | ■ 조반 완행선 | 마쓰도 · 아비코 방면                      |
| 2 | ■ 조반 완행선 | 기타센주 · 요요기우에하라 · 가라키다 방면 |

## 역세권 정보

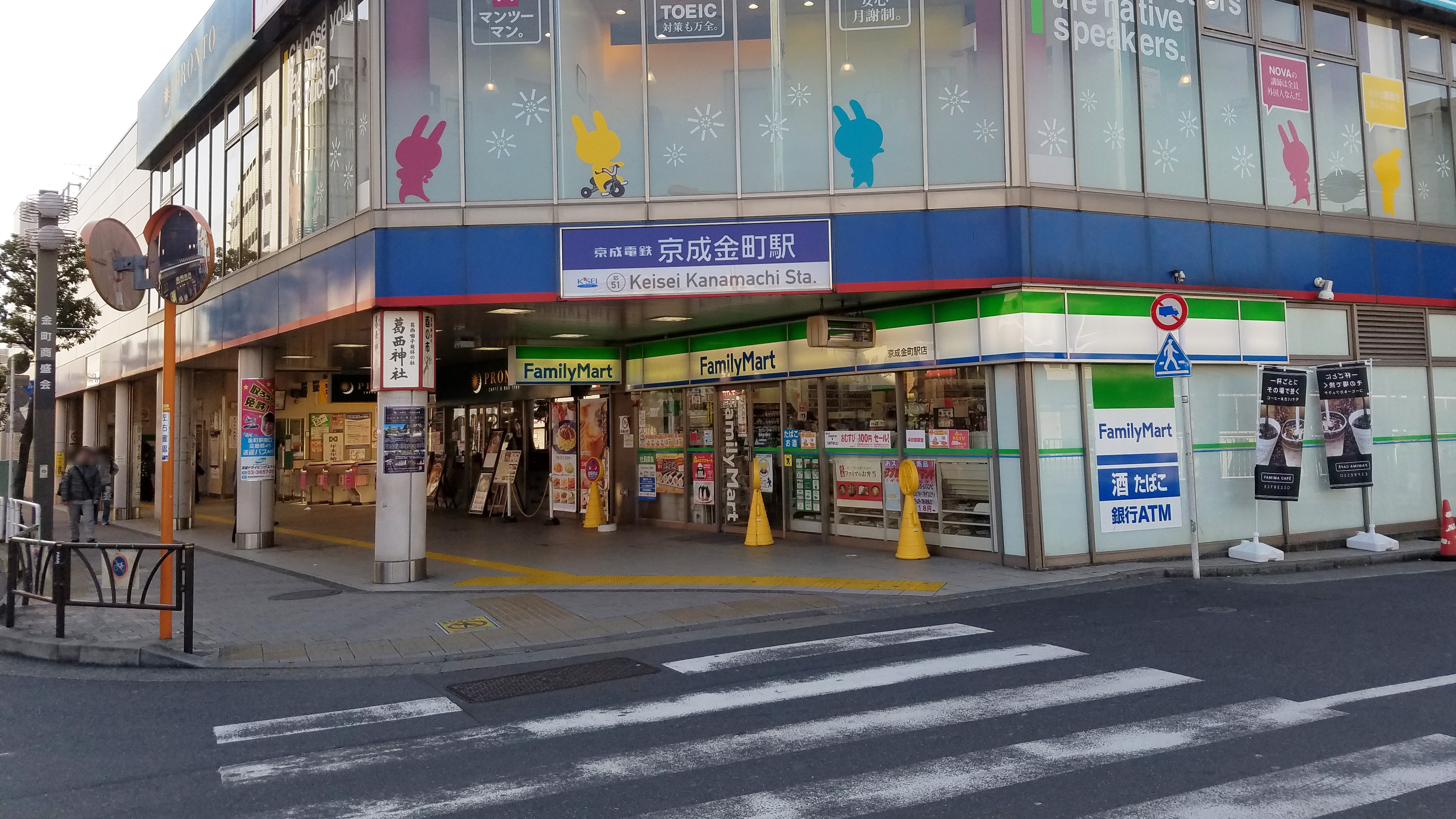
남쪽 광장 쪽에 있는 게이세이카나마치 역(2017년 1월)

- 게이세이 전철 가나마치 선 게이세이카나마치 역
- 도쿄도 수도국 가나마치 정수장
- 에도강

## 승차량 변동
| 연도   | 승차량 (명) |
| ------ | ----------- |
| 1992년 | 48,373      |
| 1993년 | 48,027      |
| 1994년 | 47,995      |
| 1995년 | 47,702      |
| 1996년 | 47,668      |
| 1997년 | 46,291      |
| 1998년 | 45,159      |
| 1999년 | 44,384      |
| 2000년 | 43,816      |
| 2001년 | 43,380      |
| 2002년 | 42,777      |
| 2003년 | 42,973      |
| 2004년 | 43,154      |
| 2005년 | 43,607      |
| 2006년 | 42,950      |
| 2007년 | 43,528      |
| 2008년 | 43,703      |
| 2009년 | 43,592      |

## 역사
- 1897년 12월 27일 - 일본 철도의 역으로서 개업.
- 1906년 11월 1일 - 일본 철도의 국유화에 따라 국유철도의 소속이 되었다.
- 1987년 4월 1일 - 민영화에 따라 동일본 여객철도의 소속이 되었다.
- 2001년 11월 18일 - 스이카의 사용이 개시되었다.

## 인접역
| 동일본 여객철도            | 동일본 여객철도 | 동일본 여객철도          |
| -------------------------- | --------------- | ------------------------ |
| JL 20 가메아리 아야세 방면 | 각역정차        | JL 22 마쓰도 도리데 방면 |